# 멸치젓

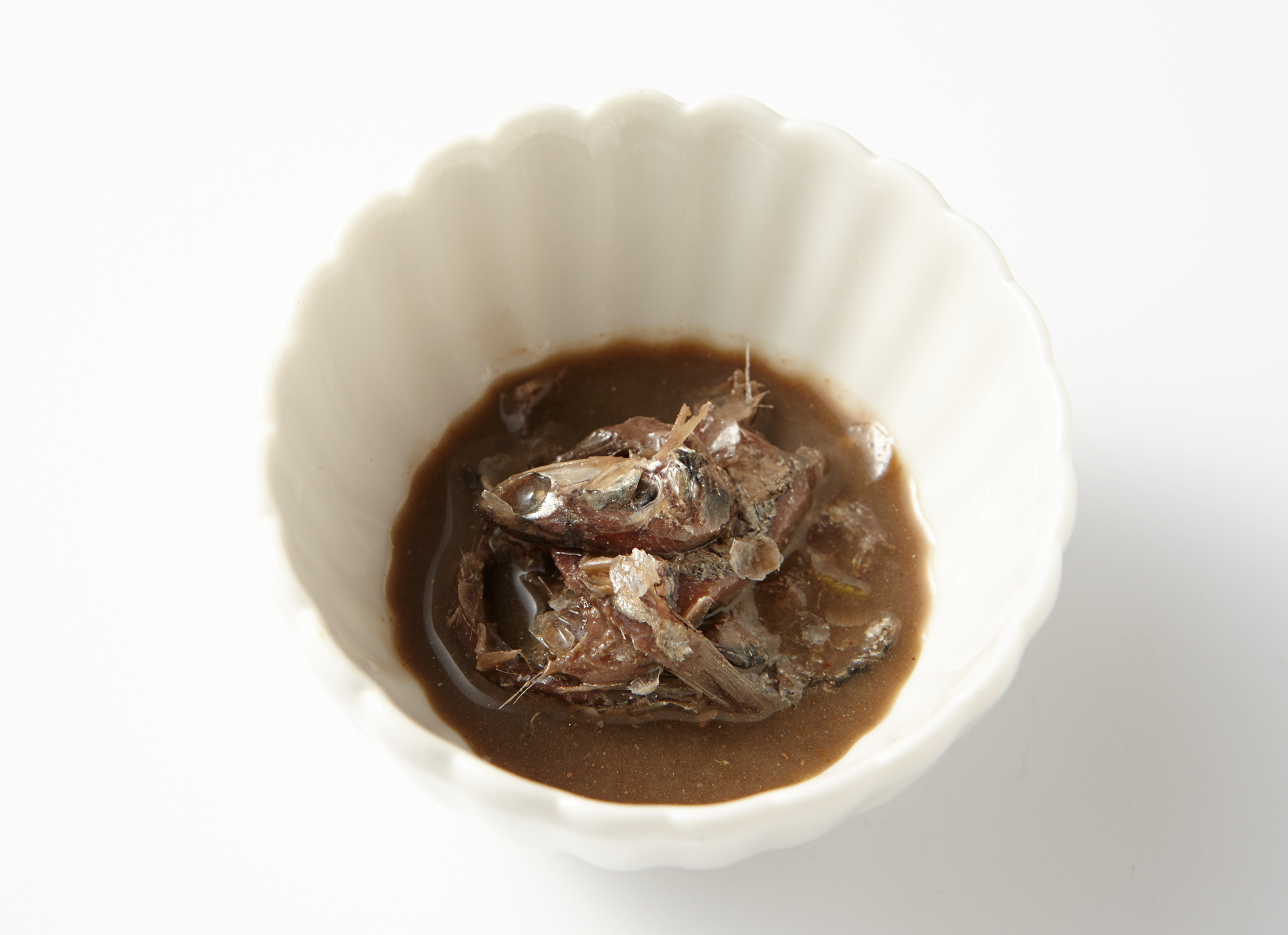
멸치젓

멸치젓은 멸치에 소금을 넣어 발효한 젓갈이다. 대한민국에서는 새우젓에 이어 가장 흔히 소비되는 젓갈이다. 제주도에서는 멜젓이라고 하는데 육지의 멸지젓과는 다른 풍미가 있다. 멸치젓은 김치의 재료로 많이 쓰인다. 멸치는 대한민국의 남부 바닷가에서 낚는다. 멸치의 15~20% 정도 무게가 나가는 소금을, 씻어낸 신선한 멸치에 추가하여 장독에 보관한다. 발효하는 데에는 15~20도 환경에서 2~3개월이 걸린다. 멸치젓이 6개월 발효되면 꺼낼 수 있는 상태가 되어 멸치젓국이 된다. 추출물을 걸러낸 뒤에는 김치를 만드는 데 사용된다.

## 생산지
대한민국에서는 주로 경상남도, 전라남도, 부산광역시, 울산광역시 등을 포함하는 남해 및 동해 지방이 멸치젓의 주산지이며, 4-6월쯤 주로 담근다. 경상남도 거제, 제주시 추자면, 부산광역시 기장군의 멸치젓이 특히 유명하다.

## 종류

### 육젓
육젓은 멸치를 그대로 소금에 절여 발효, 숙성시킨 젓갈이다. 서울, 경기지방에서 김치를 담글 때 주로 새우젓을 주로 쓰는 반면, 전라도와 경상도 일대에서는 멸치젓을 쓴다. 남해안 지방에서는 건더기를 잘게 다져서 청양고추 등을 넣고 쌈장을 만들어 먹는 경우가 많다.
뼈가 보이지 않을 정도로 폭 삭아 비린내가 나지 않고 달착지근한 맛을 내는 것이 상등품이다. 또 너무 거무스름한 색을 내지 않고 붉은 빛이 도는 것이 좋다.

### 액젓
액젓은 장기간 푹 삭힌 멸치젓을 여과하여 액만 걸러낸 액체조미료이다. 각종 김치의 감칠맛을 더하는 데 사용하며 간장 대신 쓸 수 있다.
육젓의 건더기에 염수나 다른 첨가물을 넣어 끓여 만들어내는 멸장(멸간장) 또는 어간장, 조미액젓과는 식품의 유형이나 TN 수치 등에서 엄연한 차이가 있다.

## 같이 보기
- 부두
- 새우젓
- 안초비 페이스트
- 액젓